# Fort Santa Elisabet
El Fort Santa Elisabet — una fortalesa de terra a la ciutat de Kropivnitski al centre geogràfic d'Ucraïna

## Història
Després de la formació de la Nova Sèrbia a les terres dels cosacs ucraïnesos, la fortalesa es va crear per protegir els territoris dels colons serbis de les incursions dels tàrtars, es va construir segons el decret del Senat, que també va crear la Nova Sèrbia. El decret va ser signat per l'emperadriu Elisabet el 4 de gener de 1752. Sobre la base del decret, el coronel serbi Ivan Horvath va rebre un certificat d'agraïment i Ivan Glebov va rebre una instrucció.
Un regiment de cosacs ucraïnesos (1.390 homes) va arribar per construir la fortalesa, que va completar les obres principals en quatre mesos: de juny a octubre de 1754. Durant les obres van morir 72 ucraïnesos, 233 van emmalaltir i 855 van fugir al Sitx.

Escut de la ciutat

Aquesta fortalesa va participar en les hostilitats només una vegada. Això va passar durant la Guerra russo-turca (1768-1774), la primera campanya de la qual va començar el 1769 amb la invasió del khan de Crimea Kirim Girey a la província de Yelisavetgrad. El 4 de gener, l'exèrcit turcotàrtar de 70.000 homes dirigit per ell va travessar la frontera i el 7 de gener es va aturar prop del fort on s'amagava el general Isakov amb la guarnició i els residents locals. Els crimeas van saquejar els pobles dels voltants i van esclavitzar els residents locals, però els defensors de la ciutat van repel·lir amb èxit els atacs dels tàrtars i van expulsar els invasors. Aquest va ser l'últim atac dels tàrtars de Crimea a Ucraïna.

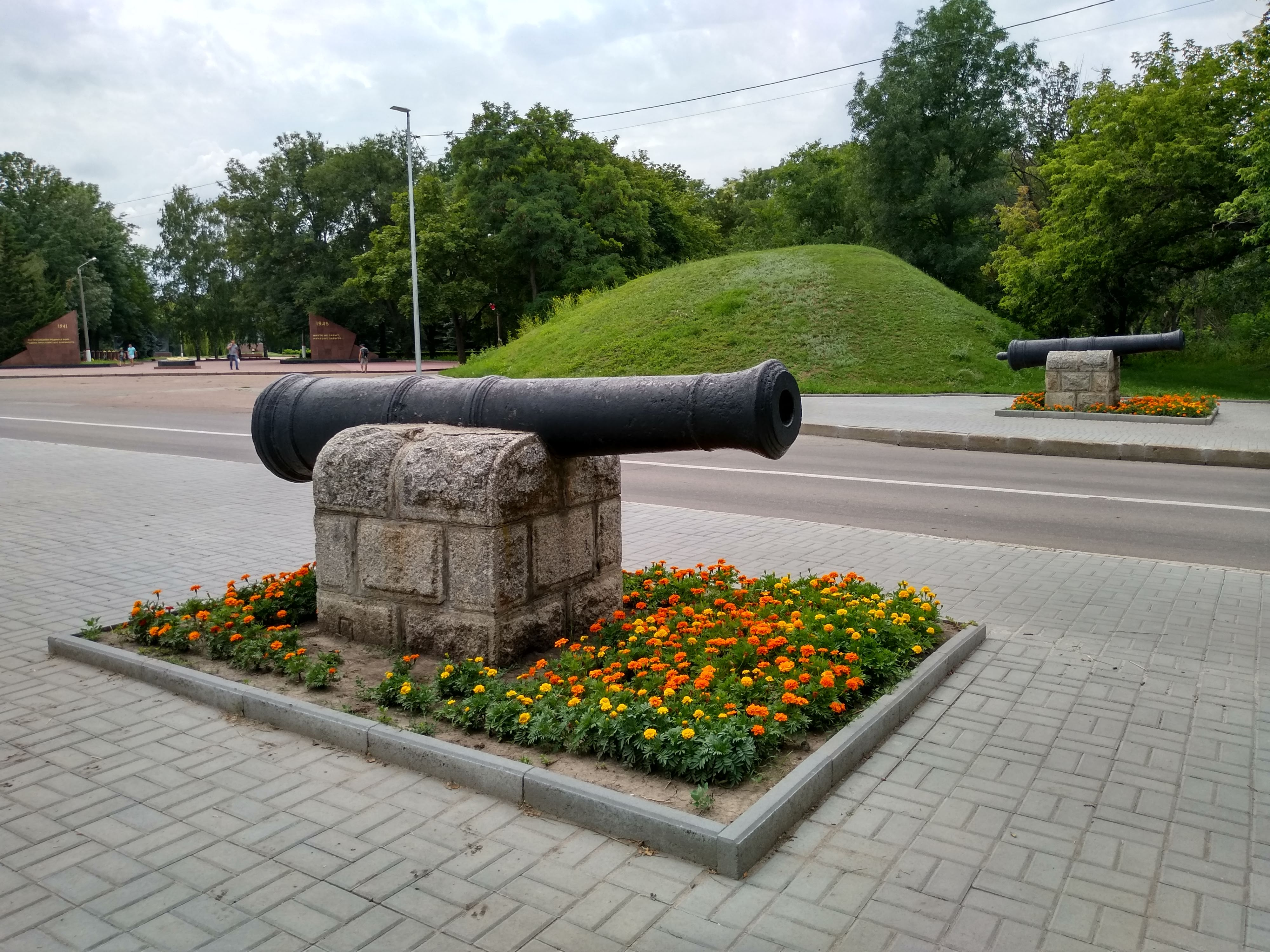
Canons a l'entrada de l'antiga porta principal

Des de 1775, finalment ha perdut la seva importància defensiva. El 1784, la fortalesa va ser liquidada i tota l'artilleria va ser transportada a Kherson. A poc a poc, al llarg de diversos anys, la fortalesa es va anar desarmant. El 1794 encara s'emmagatzemaven aquí 162 canons, que van servir a 277 tiradors. Els canons i els subministraments d'artilleria es van exportar a les ciutats frontereres, principalment a Kherson. L'abril de 1795 es van enviar 5 canons a Novomyrhorod. A l'antiga fortalesa només han sobreviscut dos canons: estan instal·lats sobre pedestals de pedra a l'entrada des de l'antiga porta principal.
L'anul·lació total de l'estatus de la fortalesa va tenir lloc el 15 de març de 1805. La guarnició va ser dissolta, però la caserna va allotjar durant molts anys un batalló (tres companyies). El contorn de la fortalesa es va convertir en l'emblema de la ciutat.

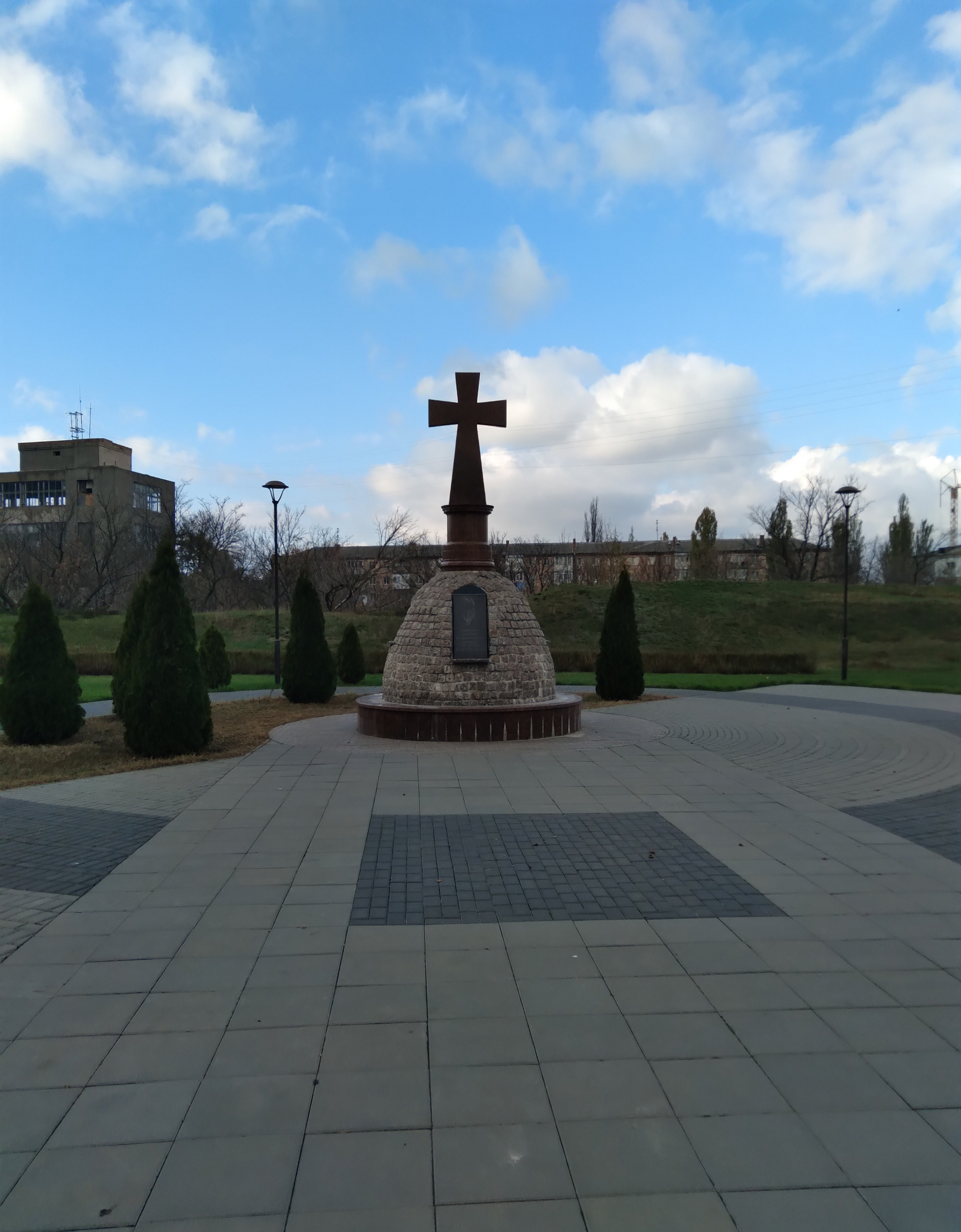
Un monument a les víctimes de l'Holodomor

Al territori de l'antiga fortalesa hi ha complexos memorials dedicats als herois de la Segona Guerra Mundial i de la guerra russo-ucraïnesa (2014-). També el 2016, es va establir un monument a les víctimes de l'Holodomor (la ciutat va perdre 2.238 habitants durant la fam artificial organitzada pel govern soviètic el 1932-1933).